# Unconditional
Unconditional es el cuarto álbum de estudio de la banda estadounidense de metalcore Memphis May Fire. Fue lanzado el 25 de marzo de 2014 por Rise Records y distribuido por Fontana Distribution. La edición de lujo se lanzó el 17 de julio de 2015.

## Lanzamiento y promoción
El 6 de febrero de 2014, el primer sencillo, "No Ordinary Love", se transmitió a través del canal de YouTube de Rise Records, y la lista oficial de canciones también se publicó en esta fecha. Posteriormente, la banda lanzó "Sleepless Nights" el 24 de febrero y luego "Beneath The Skin" el 11 de marzo de 2014.
El 13 de marzo de 2014, Rise Records lanzó una lista de reproducción del álbum completo en YouTube, anunciada por Mullins, quien tuiteó: "¡A veces tienes que filtrar tu propio disco!".

## Lista de canciones
Todas las letras escritas por Matty Mullins, toda la música compuesta por Kellen McGregor y Memphis May Fire.

| Edición estándar |                    |          |  |
| N.º              | Título             | Duración |  |
| 1.               | «No Ordinary Love» | 3:56     |  |
| 2.               | «Beneath the Skin» | 4:12     |  |
| 3.               | «Sleepless Nights» | 3:41     |  |
| 4.               | «The Answer»       | 4:09     |  |
| 5.               | «Possibilities»    | 4:21     |  |
| 6.               | «Speechless»       | 3:23     |  |
| 7.               | «The Rose»         | 3:43     |  |
| 8.               | «Not Enough»       | 4:03     |  |
| 9.               | «Need to Be»       | 3:37     |  |
| 10.              | «Pharisees»        | 3:53     |  |
| 11.              | «Divinity»         | 4:22     |  |

| Edición de lujo |                   |          |  |
| N.º             | Título            | Duración |  |
| 12.             | «My Generation»   | 4:05     |  |
| 13.             | «Stay the Course» | 4:01     |  |

| Acústico Bonus Tracks |                    |          |  |
| N.º                   | Título             | Duración |  |
| 14.                   | «Beneath the Skin» | 4:54     |  |
| 15.                   | «Need to Be»       | 3:37     |  |

## Personal
Memphis May Fire
- Matty Mullins – vocalista líder
- Kellen McGregor – guitarrista líder
- Anthony Sepe – guitarra rítmica
- Cory Elder – bajo
- Jake Garland – batería